# FA Cup 2018/19
De FA Cup 2018/19 was de 138e editie van de strijd om de Engelse voetbalbeker. Het knock-outtoernooi begon op 11 augustus 2018 en eindigde op 18 mei 2019 met de finale in het Wembley Stadium in Londen.

## Kwartfinales
|                               |                     |       |                    |                                                                                   |
| 16 maart 2019 12:15 uur UTC+0 | Watford (1)         | 2 – 1 | Crystal Palace (1) | Stadion: Vicarage Road, Watford Toeschouwers: 18.104 Scheidsrechter: Kevin Friend |
| 16 maart 2019 12:15 uur UTC+0 | Capoue 27' Gray 79' |       | Batshuayi 62'      | Stadion: Vicarage Road, Watford Toeschouwers: 18.104 Scheidsrechter: Kevin Friend |
| 16 maart 2019 12:15 uur UTC+0 |                     |       |                    | Stadion: Vicarage Road, Watford Toeschouwers: 18.104 Scheidsrechter: Kevin Friend |
| 16 maart 2019 12:15 uur UTC+0 |                     |       |                    | Stadion: Vicarage Road, Watford Toeschouwers: 18.104 Scheidsrechter: Kevin Friend |
|                               |                     |       |                    |                                                                                   |

|                               |                              |       |                                              |                                                                  |
| 16 maart 2019 17:20 uur UTC+0 | Swansea City (2)             | 2 – 3 | Manchester City (1)                          | Stadion: Liberty Stadium, Swansea Scheidsrechter: Andre Marriner |
| 16 maart 2019 17:20 uur UTC+0 | Grimes 20' (pen.) Celina 29' |       | B. Silva 69' Nordfeldt 78' (e.d.) Agüero 88' | Stadion: Liberty Stadium, Swansea Scheidsrechter: Andre Marriner |
| 16 maart 2019 17:20 uur UTC+0 |                              |       |                                              | Stadion: Liberty Stadium, Swansea Scheidsrechter: Andre Marriner |
| 16 maart 2019 17:20 uur UTC+0 |                              |       |                                              | Stadion: Liberty Stadium, Swansea Scheidsrechter: Andre Marriner |
|                               |                              |       |                                              |                                                                  |

|                               |                             |       |                       |                                                                                               |
| 16 maart 2019 19:55 uur UTC+0 | Wolverhampton Wanderers (1) | 2 – 1 | Manchester United (1) | Stadion: Molineux Stadium, Wolverhampton Toeschouwers: 31.004 Scheidsrechter: Martin Atkinson |
| 16 maart 2019 19:55 uur UTC+0 | Jiménez 70' Jota 76'        |       | Rashford 90+5'        | Stadion: Molineux Stadium, Wolverhampton Toeschouwers: 31.004 Scheidsrechter: Martin Atkinson |
| 16 maart 2019 19:55 uur UTC+0 |                             |       |                       | Stadion: Molineux Stadium, Wolverhampton Toeschouwers: 31.004 Scheidsrechter: Martin Atkinson |
| 16 maart 2019 19:55 uur UTC+0 |                             |       |                       | Stadion: Molineux Stadium, Wolverhampton Toeschouwers: 31.004 Scheidsrechter: Martin Atkinson |
|                               |                             |       |                       |                                                                                               |

|                               |                                                   |                         |                                            |                                                                                          |
| 17 maart 2019 14:00 uur UTC+0 | Millwall (2)                                      | 2 – 2 (n.v.) 4 – 5 pen. | Brighton & Hove Albion (1)                 | Stadion: The Den, Bermondsey, Londen Toeschouwers: 17.137 Scheidsrechter: Chris Kavanagh |
| 17 maart 2019 14:00 uur UTC+0 | Pearce 70' O'Brien 79'                            |                         | Locadia 88' March 90+5'                    | Stadion: The Den, Bermondsey, Londen Toeschouwers: 17.137 Scheidsrechter: Chris Kavanagh |
| 17 maart 2019 14:00 uur UTC+0 | Strafschoppen                                     |                         |                                            | Stadion: The Den, Bermondsey, Londen Toeschouwers: 17.137 Scheidsrechter: Chris Kavanagh |
| 17 maart 2019 14:00 uur UTC+0 | Williams Tunnicliffe Leonard Romeo Morison Cooper |                         | Murray Locadia March Pröpper Stephens Dunk | Stadion: The Den, Bermondsey, Londen Toeschouwers: 17.137 Scheidsrechter: Chris Kavanagh |
|                               |                                                   |                         |                                            |                                                                                          |

## Halve finales
|                              |                     |       |                            |                                                                                      |
| 6 april 2019 17:30 uur UTC+0 | Manchester City (1) | 1 – 0 | Brighton & Hove Albion (1) | Stadion: Wembley Stadium, Londen Toeschouwers: 71.521 Scheidsrechter: Anthony Taylor |
| 6 april 2019 17:30 uur UTC+0 | Jesus 4'            |       |                            | Stadion: Wembley Stadium, Londen Toeschouwers: 71.521 Scheidsrechter: Anthony Taylor |
| 6 april 2019 17:30 uur UTC+0 |                     |       |                            | Stadion: Wembley Stadium, Londen Toeschouwers: 71.521 Scheidsrechter: Anthony Taylor |
| 6 april 2019 17:30 uur UTC+0 |                     |       |                            | Stadion: Wembley Stadium, Londen Toeschouwers: 71.521 Scheidsrechter: Anthony Taylor |
|                              |                     |       |                            |                                                                                      |

|                              |                                        |              |                             |                                                                                      |
| 7 april 2019 16:00 uur UTC+0 | Watford (1)                            | 3 – 2 (n.v.) | Wolverhampton Wanderers (1) | Stadion: Wembley Stadium, Londen Toeschouwers: 80.092 Scheidsrechter: Michael Oliver |
| 7 april 2019 16:00 uur UTC+0 | Deulofeu 79', 104' Deeney 90+4' (pen.) |              | Doherty 36' Jiménez 62'     | Stadion: Wembley Stadium, Londen Toeschouwers: 80.092 Scheidsrechter: Michael Oliver |
| 7 april 2019 16:00 uur UTC+0 |                                        |              |                             | Stadion: Wembley Stadium, Londen Toeschouwers: 80.092 Scheidsrechter: Michael Oliver |
| 7 april 2019 16:00 uur UTC+0 |                                        |              |                             | Stadion: Wembley Stadium, Londen Toeschouwers: 80.092 Scheidsrechter: Michael Oliver |
|                              |                                        |              |                             |                                                                                      |

## Finale
|                             |                 |       |         |                                                      |
| 18 mei 2019 17:00 uur UTC+0 | Manchester City | 6 – 0 | Watford | Wembley Stadium, Londen Scheidsrechter: Kevin Friend |
| 18 mei 2019 17:00 uur UTC+0 |                 |       |         | Wembley Stadium, Londen Scheidsrechter: Kevin Friend |

| Assistenten: Constantine Hatzidakis Matthew Wilkes Vierde Offical: Graham Scott Reserve assistent-scheidsrechter: Edward Smart VAR: Andre Marriner AVAR: Harry Lennard | wedstrijdregels - 90 minuten. - 30 minuten extra tijd indien de stand na 90 minuten gelijk is - strafschoppen indien de stand na 120 minuten gelijk is. - Zeven wissels - Maximaal 3 wissels tijdens reguliere speeltijd , vierde wissel toegestaan in de verlenging |

1872 ·
1873 ·
1874 ·
1875 ·
1876 ·
1877 ·
1878 ·
1879 ·
1880 ·
1881 ·
1882 ·
1883 ·
1884 ·
1885 ·
1886 ·
1887 ·
1888 ·
1889 ·
1890 ·
1891 ·
1892 ·
1893 ·
1894 ·
1895 ·
1896 ·
1897 ·
1898 ·
1899 ·
1900 ·
1901 ·
1902 ·
1903 ·
1904 ·
1905 ·
1906 ·
1907 ·
1908 ·
1909 ·
1910 ·
1911 ·
1912 ·
1913 ·
1914 ·
1915 ·
1916 ·
1917 ·
1918 ·
1919 ·
1920 ·
1921 ·
1922 ·
1923 ·
1924 ·
1925 ·
1926 ·
1927 ·
1928 ·
1929 ·
1930 ·
1931 ·
1932 ·
1933 ·
1934 ·
1935 ·
1936 ·
1937 ·
1938 ·
1939 ·
1940 ·
1941 ·
1942 ·
1943 ·
1944 ·
1945 ·
1946 ·
1947 ·
1948 ·
1949 ·
1950 ·
1951 ·
1952 ·
1953 ·
1954 ·
1955 ·
1956 ·
1957 ·
1958 ·
1959 ·
1960 ·
1961 ·
1962 ·
1963 ·
1964 ·
1965 ·
1966 ·
1967 ·
1968 ·
1969 ·
1970 ·
1971 ·
1972 ·
1973 ·
1974 ·
1975 ·
1976 ·
1977 ·
1978 ·
1979 ·
1980 ·
1981 ·
1982 ·
1983 ·
1984 ·
1985 ·
1986 ·
1987 ·
1988 ·
1989 ·
1990 ·
1991 ·
1992 ·
1993 ·
1994 ·
1995 ·
1996 ·
1997 ·
1998 ·
1999 ·
2000 ·
2001 ·
2002 ·
2003 ·
2004 ·
2005 ·
2006 ·
2007 ·
2008 ·
2009 ·
2010 ·
2011 ·
2012 ·
2013 ·
2014 ·
2015 ·
2016 ·
2017 ·
2018 ·
2019 ·
2020 ·
2021 ·
2022 ·
2023 ·
2024 .
2025